# 바라히 사원

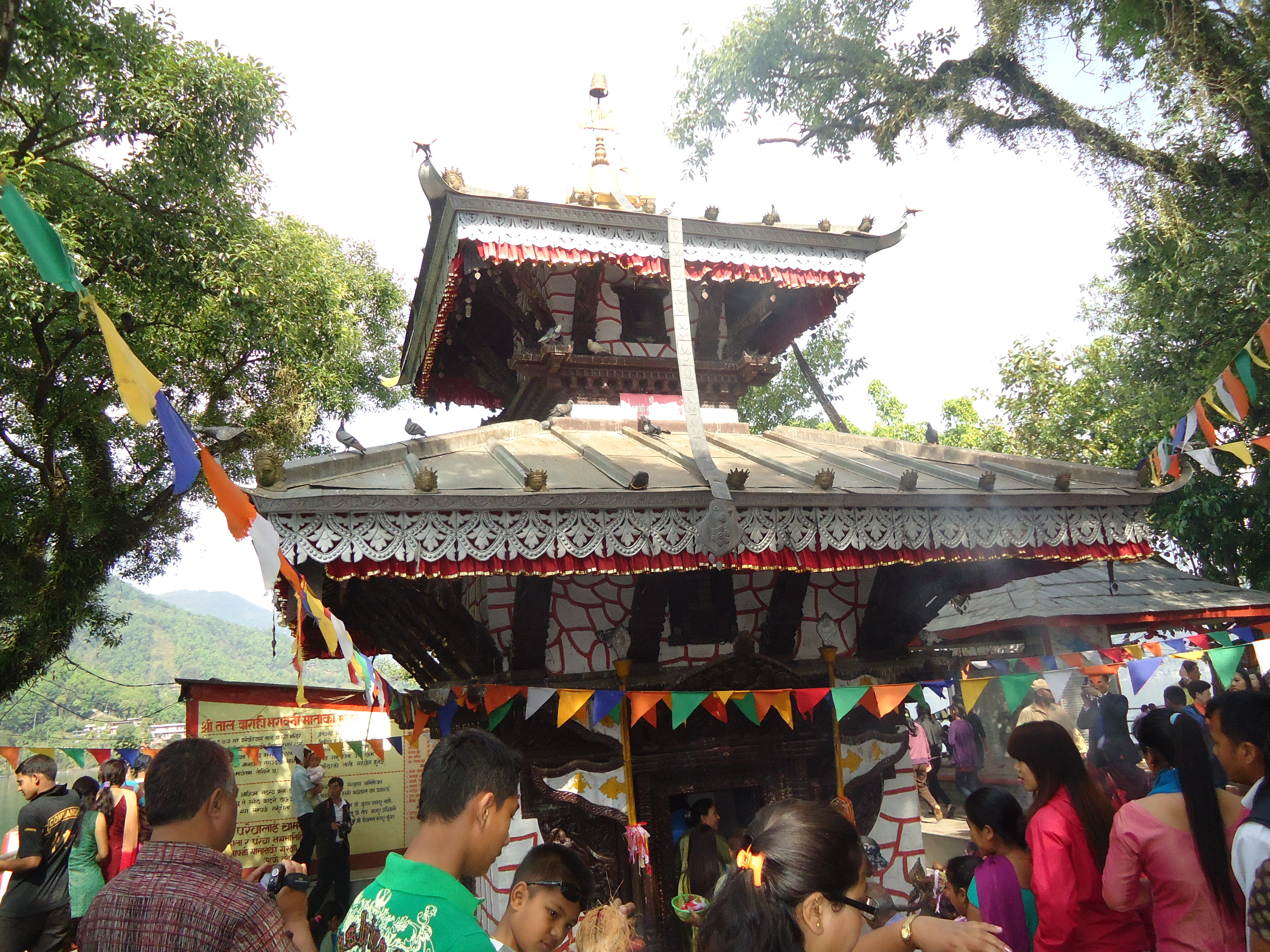
바라히 사원

바라히 사원은 네팔 포카라 인근에 있는 페와 호수 위의 작은 섬에 자리하고 있는 힌두교 사원이다.
네팔에서는 바라히 사원을 "혼인(婚姻)의 사원"이라고도 하는데, 시바신의 부인 화신(化身)을 모시고 있는 이 사원에 닭이나 오리, 양(羊) 등을 공양한 후, 사원을 한 바퀴돌면 자신의 연인과 사랑을 이룰 수 있다고 믿고 있기 때문이라고 한다. 네팔 왕실사람들까지 이 곳에 와서 혼인 서약을 한다고 한다.
사원은 탑모양의 방 하나로 이루어져 있는데 관광객도 내부를 들여다 볼 수 있기 때문에 의식을 볼 수 있다.
나룻배가 수시로 왕복하고 있으며 언제나 주민과 관광객들로 붐빈다.

## 전설
바라히 사원에는 다음과 같은 전설이 전해져 내려오고 있다.
먼 옛날 시바신이 거지로 변장하여 마을을 찾아 여러 집을 돌아다니며 구걸을 하였다. 그 거지가 시바신임을 알리 없는 마을 사람이 전부 거절하며 쫓아내었는데 농사를 지으며 가난하게 살던 노부부만이 그를 맞이하여 정성스럽게 대접하였다. 식사를 마친 시바신은 큰 재앙이 닥칠테니 빨리 마을을 떠나라고 노부부에게 알려주고는 홀연히 사라졌다.
노부부는 서둘러 집을 떠나 산등성이에 올랐는데, 언덕을 반쯤 오른 후에 마을을 돌아보니 마을은 큰 호수에 잠기고 커다란 호수만이 보였다. 이에 노부부는 자신들이 대접한 거지가 시바신임을 깨닫고 호수 한 가운데에 있는 섬에 그를 받드는 사원을 세우니, 그것이 바로 바라히 사원이다.